# Шахдара
Шахдара́ (тадж. Шоҳдара), также Джаушангоз, Джавшангоз — река на юго-западе Памира в Таджикистане, левый приток Гунта. Протекает главным образом между Шугнанским (на севере) и Шахдаринским (на юге) хребтами. Питание преимущественно снеговое и ледниковое. Обычно не замерзает.

## Характеристика
Шахдара является самым крупным притоком реки Гунт с площадью бассейна 4180 км², что составляет 30 % площади бассейна Гунта. Характерная особенность бассейна — большая высота окружающих хребтов, большая площадь оледенения, развитая речная сеть. Река, называемая в верховьях Джавшангоз, вытекает на высоте 4640 метров из небольшого ледникового озера, первые 12 километров течёт в слаборазработанной ледниковой долине в северо-западном направлении, которое она вскоре меняет на западное. После впадения справа реки Кок-Бай, вытекающей из одноимённого озера, возле которого проходит дорога, соединяющая Памирский тракт с дорогой вдоль реки Шахдары, и слева реки Баспар, долина реки расширяется до 1 — 1,5 километра. Русло становится более извилистым, ширина реки здесь 15 — 20 метров, среднее падение 17 метров на километр. От слияния с рекой Наспар река носит название Южбок, а после впадения реки Хурвоног получает название Шахдара. Долина здесь резко сужается. В дальнейшем узкие участки долины сменяются расширениями с плодородными землями.
Шахдара принимает около сорока притоков длиной более десяти километров. Наиболее крупный из них — река Бадомдара. В годовом стоке Шахдары снеговые воды составляют 39 %, ледниковые — 20 %, подземные — 41 %. Средняя продолжительность половодья 138 дней с начала мая по середину сентября. За этот период проходит 75 % годового стока. Средняя дата пика расхода воды — 29 июня, но иногда пик сдвигается на июль. Максимальный расход был отмечен 19 июня 1966 года и составил 425 кубометров в секунду. Минимальный расход составляет около 10 кубометров в секунду. В долине Шахдары ниже впадения реки Вранг есть лес, типичный для Западного Памира, выше леса нет, но растут кустарник, облепиха, арча. Ниже Рошткалы начинаются сады.

## Расход воды в устье Шахдары
|                | Июнь (м³/с) | Июль (м³/с) | Август (м³/с) | Сентябрь (м³/с) |
| -------------- | ----------- | ----------- | ------------- | --------------- |
| Среднемесячный | 80,4        | 97,5        | 74,1          | 28,4            |
| Максимальный   | 267,0       | 262,0       | 197,0         | 75,0            |
| Минимальный    | 11,5        | 37,7        | 29,9          | 15,0            |